# Savon au soufre
Le savon au soufre est un type de savon contenant des dérivés du soufre, réputé historiquement pour ses propriétés dermatologiques. Son efficacité n'est pas prouvée. Il peut avoir différentes couleurs et odeurs selon les pigments et saveurs ajoutés.

## Principaux ingrédients
La littérature ancienne fait état de diverses recettes industrielles à base d'huile de coco, de « lessive de soude » et de fleur de soufre.
Un comparatif de la revue Que choisir a compilé la composition et la teneur en allergènes de plusieurs centaines de savons, dont trois au soufre. Elle fait ressortir des compositions variées, avec ou sans additifs. Deux d'entre eux ont pour principaux composants du palmate de sodium et du Sodium palm kernelate (huile de palmiste) et de la glycérine,, le troisième étant principalement composé de « copeaux de savon naturel ».
D'autres font état de stéarate de sodium[réf. nécessaire].

## Indications historiques et actuelles
Le savon contenant du soufre a les mêmes capacités de dégraissage et de nettoyage que le savon ordinaire.  
De plus, le soufre qu'il contient a un effet inhibiteur sur les moisissures, les champignons et les acariens et kératolytique. Pour ces raisons, il a été traditionnellement employé dans de nombreuses manifestations dermatologiques : acné, pellicule (dermatologie), dermite séborrhéique, gale, couperose, pityriasis versicolor, et certaines verrues.  
Ses vertus sont encore étudiées. Ses capacités à freiner à 90 % les colonisations bactériennes pathologiques seraient proches de celles du Dettol et très supérieure aux marques  commerciales courantes de savon, selon une étude chinoise de 2006, avec un effet supérieur constaté aussi sur les bactéries non pathologiques. 

## Efficacité
Le produit est en vente libre, et il existe peu d'études sur son efficacité. Une méta-revue des anti-acnéïques mise à jour en 2020 par Cochrane titrée Topical azelaic acid, salicylic acid, nicotinamide, sulphur, zinc and fruit acid (alpha‐hydroxy acid) for acne ne fait mention d'aucun produit au soufre dans son résumé. Selon une étude de 1972, les traitements topiques au soufre, dont le savon, pourraient avoir un léger effet comédogène qui viendrait contrarier leurs effets bénéfiques.

## Précautions
Bien que l'achat et l'utilisation de savon au soufre ne nécessitent pas d'ordonnance, il doit être utilisé avec prudence et selon les instructions données. 
Le soufre contenu dans le produit peut oxyder et assombrir les bijoux, irriter la peau et provoquer des réactions allergiques,.